# محمد أنور (ممثل قطري)
محمد أنور، (4 يوليو 1974 -) ممثل قطري.

## مسيرته
أنطلق في الساحة الفنية في أواخر الثمانينات وقدم العديد من ألاعمال الكوميدية في المسرح والعديد من الأعمال التلفزيونية والأدوار المتعددة منها الجادة ومنها الكوميدية التي عرضت على الشاشة القطريه والشاشات الخليجية وقدم البرامج من خلال برنامج الأطفال خزز على شاشة التلفزيون القطري .

## أعماله

### في التلفزيون
- - حلم شهريار 1992
  - الناس بيزات 1993
  - عيني يابحر
  - عفوا سيدي الوالد 1994
  - عيني يابحر 1995
  - بطاقة دعوة 1996
  - فايز التوش 2000
  - درب الخطايا 2001
  - عندما تغني الزهور 2005
  - المقاريد 2007
  - جدار الصمت 2008
  - قلوب للايجار 2009
  - خيوط ملونة 2010
  - تيمور 1 2010
  - تيمور  2 2011
  - لو باقي ليلة 2012
  - خف علينا 2014
  - هلي وناسي 2019
  - العمر مرة 2020
  - قالوا الاولين 2023
  - تمبه ( كرتون ) 1-2  2014 - 2016

### في المسرح
- - محاكمة السيد ميم
  - مدينة المحبه
  - المهرج
  - 1993وحش الليل
  - 1993 الحادث والكائن
  - 1994 الكوكب المقلوب
  - 1994 كابتن ماجد
  - 1995هالو جلف
  - 1996 الشرير والاقزام
  - 1996 طيب في الغابة
  - 1997 بوكاهنتس
  - 1997عودة الساحر شحتوت
  - 1997 وحش الليل
  - 1998 أمجاد ياعرب
  - 2001 قطعة ١٢
  - 2002 بترول ياحكومة
  - 2003 ماما فين
  - 2004 على الطاير
  - 2004 فروحة في الدوحة
  - 2006 خلك في البيت
  - 2007 زعتر مان
  - 2007 شاطر شاطر
  - 2012 قطري 60%
  - 2015 أم الزين 2
  - 2016 عرب تويت
  - فيلا 24  2019
  - مجود والقرود

- زواج بالفاكس

## روابط خارجية
- محمد أنور على موقع قاعدة بيانات الأفلام العربية